# Epanterias
Epanterias là một chi khủng long, được Cope mô tả khoa học năm 1878.